# Prvenstvo Anglije 1914
Prvenstvo Anglije 1914 v tenisu.

## Moški posamično
Norman Brookes :  Anthony Wilding, 6-4, 6-4, 7-5

## Ženske posamično
Dorothea Lambert Chambers :  Ethel Larcombe, 7-5, 6-4

## Moške dvojice
Norman Brookes /  Anthony Wilding :  Herbert Roper Barrett /  Charles P. Dixon 6–1, 6–1, 5–7, 8–6

## Ženske dvojice
Elizabeth Ryan /  Agnes Morton :  Edith Hannam /  Ethel Larcombe 6–1, 6–3

## Mešane dvojice
Ethel Larcombe /  James Parke :  Marguerite Broquedis /  Anthony Wilding 4–6, 6–4, 6–2